# Abu Hanaya
Abu Hanaya (tiếng Ả Rập: أبو حنايا) là một ngôi làng Syria nằm ở phó huyện Barri Sharqi ở huyện Salamiyah, Hama. Theo Cục Thống kê Trung ương Syria (CBS), Abu Hanaya có dân số 1157 trong cuộc điều tra dân số năm 2004.